# Edward Otho Cresap Ord

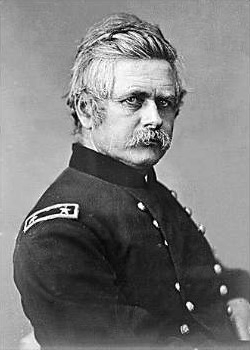
Edward Ord

Edward Otho Cresap Ord (* 18. Oktober 1818 in Cumberland, Maryland; † 22. Juli 1883 in Havanna, Kuba)  war der Konstrukteur des Fort Sam Houston und General der United States Army. Er diente in den Seminolen- und Indianerkriegen und im Amerikanischen Bürgerkrieg.

## Leben
Ord wurde als Sohn von James und Rebecca Ord geboren. Einige Quellen weisen ihn als Enkel von König Georg IV von Großbritannien aus. Er galt als mathematisches Genie und wurde von US-Präsident Andrew Jackson persönlich an die US-Militärakademie nach Westpoint berufen. Sein Stubenkamerad dort war der spätere General William T. Sherman. Er graduierte 1839 und wurde als Leutnant zum 3. US-Artillerieregiment versetzt.
Ord befand sich in Kalifornien als der große Goldrausch begann. Dieser hatte einen erheblichen Anstieg der Lebenshaltungskosten zur Folge, so dass Ord und andere junge Offiziere, trotz des Offizierssoldes, gezwungen waren sich etwas dazu zu verdienen. Ord begann daher zusammen mit William Hutton im Auftrage der Stadt Los Angeles die Stadt und die Umgebung zu kartografieren. Diese Karten waren notwendig, da die Stadt das Land der Umgebung verkaufen wollte. Ord übte diese Tätigkeit von Juli bis August 1849 aus. Ihm und seinem Assistenten William Rich Hutton ist es zu verdanken, dass man heute weiß wie Mitte des 19. Jahrhunderts die Indianersiedlung (Pueblo) nahe Los Angeles aussah. Ord erkundete die Siedlung, während sein Assistent Skizzen der Unterkünfte und Karten anfertigte. Diese befinden sich immer noch im Archiv der Stadt Los Angeles.
1850 wurde er, während er im pazifischen Nordwesten diente, zum Hauptmann befördert. Am 14. Oktober 1854 heiratete er Mary Mercer, mit der er dreizehn Kinder hatte. 
Am 2. Mai 1862 wurde Ord zum Generalmajor der Freiwilligen befördert und kommandierte die 2. Division der Tennessee-Armee in der ersten Schlacht um Corinth. Obwohl er beim Gefecht an Hatchies Bridge in Mississippi schwer verwundet wurde, nahm er den Dienst beim XIII. Korps des US-Heeres wieder auf, in dem er in der Schlacht um Vicksburg diente. Während der Belagerung von Petersburg führte er das XVIII. Korps und wurde beim Angriff auf Fort Harrison in der Schlacht an Chaffins Farm wiederum verwundet. Im Appomattox-Feldzug kommandierte er die James-Armee. Am 26. Juli 1866 wurde er zum Brigadegeneral der regulären Armee befördert. 

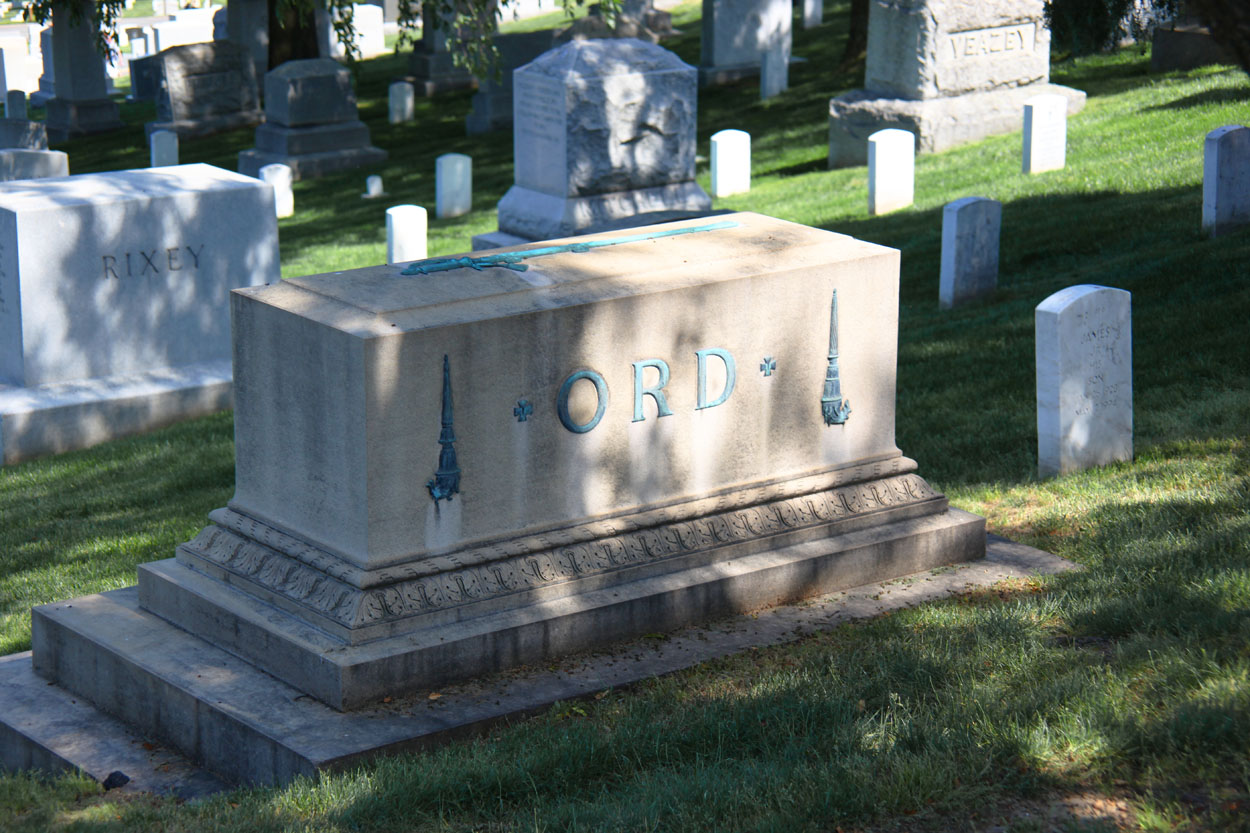
Ords Grab auf dem Nationalfriedhof Arlington

Während der Reconstruction war Ord Befehlshaber des 4. Militärbezirks (Arkansas und Mississippi). Von 1868 bis zu seiner Pensionierung befehligte er die Wehrbereiche Kalifornien, Platte und Texas. 
Am 6. Dezember 1880 schied Ord aus der Armee aus. Nachträglich wurde er zum Generalmajor a. D. befördert und arbeitete bei der Errichtung einer Eisenbahn in Mexiko. Er starb 1883 in Havanna auf Kuba an Gelbfieber. Sein Grab befindet sich auf dem Nationalfriedhof Arlington.

## Erinnerung
- Das inzwischen geschlossene Fort Ord in Monterey, Kalifornien wurde nach ihm benannt.
- Eine Büste Ords steht in der California State University, Monterey Bay, in Seaside, Kalifornien.
- Die Stadt Ord, Nebraska wurde nach ihm benannt.
- De Southern Pacific Railroad benannte einen Bahnhof nach ihm[1].
- Einige Berggipfel sind nach ihm benannt: Mount Ord in Brewster County, Texas und Mount Ord in Apache County, Arizona[2].
- Eine Bronzestatue Ords steht im Vicksburg National Military Park.
- Eine Statue Ords steht im Arlington National Cemetery in Virginia.
- Eine Büste Ords steht an Ulysses S. Grants Mausoleum in New York City zusammen mit den Abbildungen Shermans, Thomass, McPhersons und Sheridans.
- Eine Straße in Chinatown in Los Angeles, die Ord Street, ist nach ihm benannt.